# Беркасово

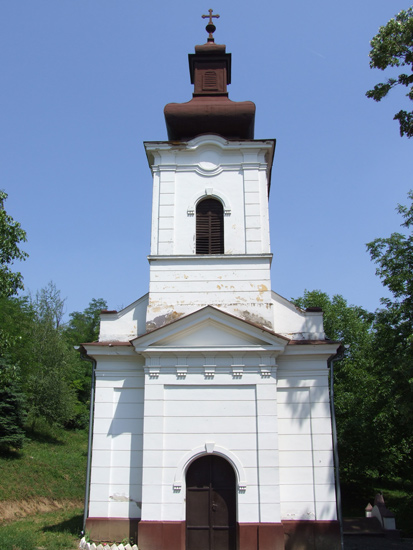
Православна церква

Беркасово (серб. Беркасово — село в Сербії, у громаді Шід, у Сремському окрузі автономного краю Воєводина, в історико-географічної області Срем. За переписом населення Сербії 2002 року в селі проживали 1228 жителів (згідно з переписом населення 1991 року — 1103 жителя).

## Демографія
У селі Беркасово, по перепису 2002 року проживали 987 повнолітніх жителів, середній вік яких — 40,9 років (39,4 року у чоловіків і 42,2 року у жінок). У селі є 490 домашніх господарств, а середнє число жителів в домогосподарствах — 2,51.
Історично в селі велика частина жителів була русинами, переселеними з території, близької до України, але зараз багато з них рахували себе сербами. Згідно з переписом 2002 р, русинами себе рахували близько 15 % села.